# Concord Motor Coach Company
Concord Motor Coach Company war ein US-amerikanischer Hersteller von Automobilen.

## Unternehmensgeschichte
Das Unternehmen hatte seinen Sitz in Concord in New Hampshire. Zwischen 1896 und 1898 stellte es Automobile her. Der Markenname lautete Concord, evtl. mit dem Zusatz Steamer. Designer war Adrian Hazen Hoyt. Insgesamt entstanden mindestens elf Fahrzeuge.
Hoyt fertigte zwischen 1899 und 1901 erneut Fahrzeuge, die er unter seinem eigenen Namen als Hoyt vermarktete.

## Fahrzeuge
Im Angebot standen Dampfwagen. Gelenkt wurde mit einem Lenkhebel. Die offene Karosserie war ein Dos-à-dos und bot vier Personen Platz, die Rücken an Rücken sitzen konnten.